# U.S.S. Voyager
De NCC-74656 USS Voyager is een fictief ruimteschip uit de Star Trekserie Star Trek: Voyager.

## Beschrijving
De Voyager is een Federatiesterrenschip van de Intrepidklasse. De Voyager werd in 2371 in gebruik genomen en stond onder het commando van kapitein Kathryn Janeway. Met een maximale snelheid van warp 9,975 behoort het tot de snelste schepen in de vloot van Starfleet en tevens was het door de relatief kleine afmetingen vrij wendbaar. De bemanning van Voyager bestaat gewoonlijk uit 150 personen. Bijzonder aan Voyager en andere Intrepidklasse-schepen was het feit dat de computers mede gebruik maakten van bio-neural gelpacks, een biologisch systeem om signalen sneller te laten overbrengen.

### Specificaties
- Lengte: 344 meter
- Breedte: 144,84 meter
- Hoogte: 63 meter
- Gewicht: 700.000 metrische ton
- Accommodatie: 168 (waarvan 42 officieren)
- Dekken: 15
- 1 systeem, 4 turboliften (computergestuurd)
- Bio-neurale gelpacks
- Voortstuwing: Variabele geometriewarpgondels
- Bewapening: 13 phaseremitters (Type X)
- Bewapening: 4 torpedolaunchers (Type 6, Mark-XXV fotontorpedo)
- Bewapening: Tricobalttorpedo's (4 stuks)
- Kruissnelheid: Warp 6
- Maximale warpsnelheid: Warp 9,975 (voor 20 uur)
- Holodekken: 2

### Bemanning
- Kapitein Kathryn Janeway
- Commandant Chakotay
- Luitenant Commandant Tuvok
- Luitenant Tom Paris
- Luitenant B'Elanna Torres
- Ensign Harry Kim
- "The Doctor" / Doctor 'Van Gogh' (in een alternatieve tijdlijn (Before and After)) / "Mark-1" / 'Joe' (in een alternatieve tijdlijn (endgame, part 1))
- Seven of Nine / Annika Hansen
- Kes
- Neelix
- Naomi Wildman
- Icheb

### Belangrijke dekken
- Dek 01: Brug
- Dek 02: Kantine
- Dek 04: Transporter Rooms
- Dek 05: Ziekenboeg
- Dek 06: Holodeck 1 & 2
- Dek 10: Astrometrics Lab
- Dek 11: Machinekamer (met warp reactor)
- Dek 12: Main deflector

## Geschiedenis
In 2371 werd Voyager ingezet om een schip van de rebellerende Maquis te vinden dat in een gebied dat bekendstaat als de Badlands was verdwenen. Eenmaal aangekomen in de Badlands echter werd Voyager door een buitenaardse macht, de Caretaker, naar het Delta-kwadrant getransporteerd, 70.000 lichtjaar verwijderd van haar oorspronkelijke positie.
Nadat het schip, na enige verliezen te hebben geleden, door de Caretaker werd vrijgelaten zette het de terugtocht naar de Federatie in, een tocht die zo'n 75 jaar zou gaan duren. De bemanning van de eveneens naar het Delta-kwadrant getransporteerde Maquis schip sloot zich bij Voyager aan. Voyager zou na een 7 jaar durende tocht, geholpen door het verkrijgen van buitenaardse, vooral Borg, technologie, uiteindelijk versneld terugkeren naar de Federatie.